# はじまり (BLUE ENCOUNTの曲)
「はじまり」は、日本のロックバンドであるBLUE ENCOUNTの楽曲。同バンド3枚目のシングルとして、2016年1月13日にKi/oon Musicから発売された。

## 概要
表題曲は第94回全国高等学校サッカー選手権大会応援歌としてタイアップされた。
完全生産限定盤除く初回生産限定盤、通常盤には、ツアー『TOUR2016 THANKS～チケットとっとってっていっとったのになんでとっとらんかったとっていっとっと～』のみチケット先行抽選受付シリアルナンバーが封入されている。

## チャート
オリコン週間ランキングで10位以内である5位にランクインし、シングルでは初のトップ10入りを果たした。

## 収録内容

### 初回生産限定盤・完全生産限定盤
1. はじまり

### 通常盤
1. はじまり
2. パラノイア

### 初回生産限定盤付属CD
2014年から2015年に開催されたライブ音源集
1. JUST AWAKE（「TOUR 2014 ROOKIE'S HIGH」2014.12.13 at Shibuya O-EAST）
2. アンバランス（「NEXT DESTINATION」2013.12.19 at Shibuya O-WEST）
3. SLUGGER（「NEXT DESTINATION」2013.12.19 at Shibuya O-WEST）
4. THANKS（「TOUR 2015 GRAB THE LIGHT」2015.6.12 at Zepp DiverCity TOKYO）
5. DAY×DAY（「TOUR 2015 GRAB THE LIGHT」2015.6.12 at Zepp DiverCity TOKYO）
6. MEMENTO（「TOUR 2014 ROOKIE'S HIGH」2014.12.13 at Shibuya O-EAST）
7. HANDS（「DESTINATION IS "PLACE"」2014.7.5 at Shibuya QUATTRO）
8. HALO（「TOUR 2014 ROOKIE'S HIGH ENCORE SHOW」2015.1.28 at Ebisu LIQUIDROOM）
9. NEVER ENDING STORY（「DESTINATION IS "PLACE"」2014.7.5 at Shibuya QUATTRO）
10. もっと光を（「TOUR 2014 ROOKIE'S HIGH ENCORE SHOW」2015.1.28 at Ebisu LIQUIDROOM）